# Valdir Espinosa
Valdir Atahualpa Ramires Espinosa (* 17. Oktober 1947 in Porto Alegre; † 27. Februar 2020 in Rio de Janeiro) war ein brasilianischer Fußballtrainer.

## Karriere
1979 wurde Espinosa bei CE Bento Gonçalves als Trainer eingestellt. Er trainierte in den folgenden Jahrzehnten zahlreiche bekannte brasilianische Vereine wie beispielsweise Grêmio FBPA aus Porto Alegre, Botafogo FR, CR Flamengo aus Rio de Janeiro oder SE Palmeiras, Associação Portuguesa de Desportos und SC Corinthians aus São Paulo.
1983 gewann er mit Grêmio den Copa Libertadores und Weltpokal. 1984 erreichte er das Finale des Copa Libertadores. Mit Cerro Porteño wurde er 1987 und 1992 paraguayischer Meister.

## Erfolge
Grêmio FBPA
- Copa Libertadores: 1983
- Weltpokal: 1983

Cerro Porteño
- Paraguayischer Meister: 1987, 1992